# Sozak
Sozak (kazaško Созақ, Sozak, سوزاق) je vas v okraju Sozak v južnem Kazahstanu.
Vas se nahaja v suhi stepi na severnih pobočjih grebena Karatau, južno od puščave Mojnkum in 70 km severozahodno od regionalnega središča Šolakkorgan.
V starih časih je bila središče karavanske trgovine in ena od prestolnic Kazaškega kanata. Od 1928 do 1934 je bila upravno središče regije Suzak.

## Zgodovina

### Starodavni Sozak
Med arheološkimi izkopavanji, ki jih je od leta 1946 vodila A.H. Margulan in v letih 1947-1948 A.N. Bernštam, je bilo ugotovljeno, da je bilo mesto Sozak poseljeno že v 6. stoletju. 
V obdobju od leta 1465 do 1718 je bil eno od mest Kazaškega kanata. Sozak je bil v letih 1465-1469 in 1511-1521 njegovo glavno mesto. V letih 1723-1727 je bil popolnoma uničen.

### Vstaja leta 1930
V začetku februarja 1930 je v Sozaku prišlo do protisovjetske vstaje. Vstajniki so razorožili lokalno policijo in pobili vladne uradnike in aktiviste. Vstajo je vodil Sultanbeg Šolakuli, ki je bil izvoljen za kana. Uporniki so vzklikali "Dol s sovjetsko oblastjo", "Naj živi kanova oblast!" in "Naj živi kazahstanska vlada!" Komunisti so bili prisiljeni korakati skozi vas z belimi zastavami in moliti. 12. februarja so uporniki premagali komunistični odred Državne politične uprave (OGPU) pod poveljstvom Isaeva, ki je bil poslan v Sozak. 13. februarja je odred OGPU pod poveljstvom Nikitenka po obstreljevanju iz topov in mitraljezov vstopil v Sozak. Uporniki so se umaknili v vas Čulakkurgan. 16. februarja je bilo v štiriurni bitki med uporniki in vojaki OGPU na območju Sozaka ubitih okoli 400 upornikov, vključno s Sultanbegom, več kot 200 pa je bilo ujetih. Ostanki upornikov so se umaknili proti severu do močvirnatega spodnjega toka reke Ču.

## Zanimivosti
V središču vasi je jeno starodavno jedro z ostanki utrdb, mošeja Šahi-Ahmet-Išan (19. stoletje) in mavzoleji Baba-Ata z medreso (19. stoletje), Tukty-Shashty-Aziz (19. stoletje), Azhe-Ata (19. stoletje), Karabura (obnovljen konec 20. stoletja) in drugo. 

## Sklica
1. ↑  Киндлер Р. Сталинские кочевники. Власть и голод в Казахстане. М.: РОССПЭН, 2017. str. 189.
2. ↑  Восстания в Казахстане 1929—1931 гг. Pridobljkeno 11. marca 2009. Arhivirano 1. oktobra 2008.